# فرانك أوليري
فرانك أوليري (بالإنجليزية: Frank O'Leary)‏ هو أمين الخزينة أمريكي، ولد في 2 يوليو 1943 في نيويورك في الولايات المتحدة.